# A nap leszáll
Az A nap leszáll kezdetű dal szerzője ismeretlen.
A dal kánonban is énekelhető. Belépés a második (teljes) ütem G hangja előtt egy nyolcaddal.

## Felvételek
- A nap leszáll: Kétszólamú kánon. Énekli: Nagy Zsuzsanna  YouTube (2010. december 6.)  (Hozzáférés: 2016. március 13.) (audió)